# Shooting Stars FC
Shooting Stars Football Club to nigeryjski klub piłkarski, grający w drugiej lidze (w sezonie 2006 grał pierwszej lidze, ale po zajęciu 9. miejsca został zdegradowany). Klub ma siedzibę w Ibadanie. Największym sukcesem tego klubu jest zdobycie w 1976 roku Pucharu Zdobywców Pucharów Afryki oraz w 1992 Pucharu CAF. Domowe mecze klub rozgrywa na stadionie Lekan Salami Stadium, który może pomieścić około 18 tysięcy widzów.

## Sukcesy
- Nigeria Premier League
  - mistrzostwo (5): 1976, 1980, 1983, 1995, 1998
- Puchar Nigerii
  - zwycięstwo (8): 1959, 1961, 1966, 1969, 1971, 1977, 1979, 1995
- Puchar Mistrzów
  - finał (2): 1984, 1996
- Puchar CAF
  - zwycięstwo (1): 1992
- Puchar Zdobywców Pucharów Afryki
  - zwycięstwo (1): 1976